# Jan XXII.
Jan XXII., vlastním jménem Jacques d'Euse, zvaný také de Osa nebo Duéze, (1244 – 4. prosince 1334) byl papež v letech 1316–1334. Svůj papežský úřad nezastával v Římě, ale ve francouzském Avignonu.

## Původ
Jan XXII. se narodil v jihofrancouzském městě Cahors a pocházel z měšťanské rodiny. Studoval právo a teologii (údajně také medicínu) v Cahors a Montpellier. Byl proboštem kostela v Cahors. V roce 1289 odjel do Neapole, kde se stal vychovatelem a poradcem krále Karla Roberta. Z králova popudu se stal roku 1300 biskupem ve Fréjus. Roku 1310 se stal biskupem avignonským, 1312 kardinálem-knězem kostela San Vitale, 1313 kardinálem-biskupem portským. Velmi dobře se vyznal v právních a finančních otázkách, což později nejednou využil i při výkonu své papežské funkce.

## Zvolení papežem
Po smrti francouzského papeže Klementa V. v roce 1314, nastalo dvouleté období vakance. Italští kardinálové prosazovali volbu papeže, který by se vrátil z Avignonu zpět do Říma, francouzští kardinálové chtěli pro změnu toho, který by v Avignonu zůstal. Francouzský král ale nakonec všechny italské kardinály lstí vylákal do Lyonu, zde je na 40 dní uvěznil a vynutil si zvolení kardinála Jacquese d'Euse za papeže Jana XXII. Tomu bylo v době zvolení 72 let. Většina kardinálů mu dala svůj hlas a počítala s tím, že nový papež stejně brzy zemře. Ale Jan XXII. žil až do roku 1334, svůj úřad zastával 18 let a dožil se devadesáti let.

## Výkon úřadu
Papež Jan XXII. byl zastáncem nepotismu a příslušníky své rodiny obdařil výnosnými úřady a vysokými příjmy. Evropské panovníky soustavně napomínal a poučoval je, jak se mají jako křesťané správně chovat. Jeho urážlivým poznámkám neušel nejen anglický král Eduard II., ale dokonce ani papežův ochránce a francouzský král Filip V. Papežův přirozený sklon do všeho mluvit a všechny poučovat byl ještě zesílen tím, že moc papežství považoval za univerzální a nadřazenou všem ostatním křesťanským panovníkům a vládcům. S tímto názorem naprosto nesouhlasil německý král a pozdější císař Ludvík Bavor, který papeži upíral právo stát nad císařovou mocí. Spor vyvrcholil roku 1328, kdy se nechal Ludvík Bavor i se svou manželkou korunovat za císaře ve svatopetrském kostele v Římě. Korunovaci ale neprovedl papež, jak bylo zvykem. Korunu vložil na hlavu novému císaři zástupce římského lidu Sciarra Colonna. Mnozí papežovi odpůrci pak také nalezli útočiště právě na dvoře Ludvíka Bavora (např. Marsilius z Padovy nebo William Ockham). Sklon informovat veřejnost o svých názorech nekrotil Jan XXII. ani v případě otázek teologických. Zastával například názor, že svatí a blahoslavení se budou moci přimlouvat za hříšníky až v době po Posledním soudu, což zcela odporovala obecnému názoru, že přímluvy mohou probíhat už v přítomné době. Papež Jan XXII. si získal za tento názor pověst kacíře.

## Finančník
Papež Jan XXII. se velmi dobře vyznal v otázkách finančnictví a uspořádal základní druhy beneficií a provizí, z čehož vznikly první Statuta úřadu Rota, papežského soudního dvora, který za patřičné finanční obnosy rozhodoval, kdo v soudních procesech zvítězil a kdo prohrál. Bohaté zisky pak papeži sloužily mimo jiné i k tomu, aby vystavěl reprezentativní rezidenci v Avignonu, a tím stvrdil právo papeže sídlit ve Francii.

## Spor s františkány
Rigorózní odnož františkánů (tzv. spirituálové) prosazovala radikální názor, že při následování Krista a jeho učení by měla církev být zcela nemajetná. Duchovní se měli věnovat spirituálním cvičením a modlitbám, zcela pohrouženi v duchovním světě a žít v hmotné chudobě. Je zcela jasné, že pro Jana XXII. bylo při jeho povaze a životních názorech nemožné, aby podobné názory toleroval. Mezi papežem-finančníkem a radikálním křídlem františkánů vzniklo silné a vzájemné nepřátelství. Názor františkánů, že Kristus a apoštolové nevlastnili žádný majetek, papež odsoudil jako herezi. Od roku 1324 do roku 1328 navíc v zajetí v Avignonském papežském paláci držel františkána Williama Ockhama, který se měl účastnit diskusí nad některými důsledky své nominalisticky orientované filosofie v doktrinálních tématech. Ockham však nakonec uprchl i spolu s Michalem z Ceseny, představeným františkánského řádu, a nalezl útočiště na dvoře největšího papežova odpůrce Ludvíka Bavora.

## Pronásledování čarodějnic
Jan XXII. byl jedním z nejpověrčivějších papežů. Byl přesvědčen, že jeho nepřátelé používají kouzel, aby ho zabili, a z těchto důvodů nechal popravit svého osobního lékaře a upálit jednoho biskupa. Měl obavy z šíření magických praktik na papežském dvoře i jinde, a proto v roce 1326 vydal bulu Super illius specula; v tomto dokumentu bylo čarodějnictví dáno do přímé souvislosti s kacířstvím a papežští inkvizitoři dostali oprávnění pronásledovat i čarodějníky a čarodějnice. Jedinci, kteří se zabývali čarodějnictvím, se podle papeže odřekli pravé víry a zasloužili stejný trest jako kacíři. Zatvrzelé čarodějnice a kouzelníci měli být mučeni, dokud se nedoznají.
Inkvizitorovi v Carcassonne Jan XXII. nařídil, aby pronásledoval kohokoli, kdo by se pokusil vyvolávat démony nebo byl podezřelý z provozování magických úkonů, např. z výroby voskových figurek, jejichž pomocí měla být na někoho seslána nemoc či smrt. Na základě těchto instrukcí bylo jen do roku 1350 v Carcassonne a v Toulouse zatčeno tisíc podezřelých a z nich bylo šest set upáleno na hranici.

## Sobotní privilegium
Se jménem papeže Jana XXII. je spjato tzv. sobotní privilegium, to je výsada, kterou Panna Maria slíbila těm, kdo nosí karmelitánský škapulíř. V noci z 15. na 16. červenec 1251 uviděl svatý Šimon Stock, generální představený karmelitánského řádu, Pannu Marii v průvodu andělů. Podle svědectví Šimonova zpovědníka předala Panna Maria světci hnědý škapulíř s těmito slovy: „Milovaný synu, přijmi tento škapulíř tvého řádu jako znamení mého bratrství; je to znamení pro tebe a privilegium pro všechny děti z hory Karmel. Kdo v tomto šatu zemře, bude uchráněn věčného ohně.“ Již za života svatého Šimona Stocka začali hnědý škapulíř nosit i nečlenové řehole, laici, kteří se tak duchovně přidružovali ke karmelitánskému řádu.
Mohutným podnětem pro rozšíření úcty ke karmelitánskému škapulíři bylo zjevení Matky Boží, jehož se na počátku 14. století dostalo papeži Janu XXII. Panna Maria v tomto vidění přislíbila všem, kdo nosí karmelitánský škapulíř, další mimořádnou milost, totiž že je v první sobotu po jejich smrti osobně vyvede z očistce do ráje. Jan XXII. pak 3. března 1322 vydal bulu „Sacratissimo uti culmine“, v níž vyhlásil tento příslib Matky Boží, který bývá označován jako „sobotní privilegium.“ Někteří historikové tvrdí, že první zmínky o této tzv. „sobotní bule“ (Bulla Sabatina) pocházejí až z druhé poloviny 15. století, a označují ji za středověké falzum. Nicméně mnoho papežů sobotní privilegium potvrdilo a v roce 1950 se k němu vyjádřil i papež Pius XII.: „nejněžnější Matka jistě nezapomene na to, aby se její děti, které se v očistci očišťují od provinění, na její přímluvu u Boha co nejdříve dostali do nebeské vlasti, podle sobotního privilegia“. Charles A. Coulombe napsal, že toto proslulé privilegium „poskytlo útěchu nesčetným katolíkům“.